# Горења Жетина
Горења Жетина (словен. Gorenja Žetina) је насељено место у општини Горења Вас-Пољане, Горењска регија, Словенија.

## Историја
До територијалне реорганизације у Словенији била је у саставу старе општине Шкофја Лока.

## Становништво
У попису становништва из 2011. године, Горења Жетина је имала 60 становника.
| Број становника према пописима | Број становника према пописима | Број становника према пописима |
| ------------------------------ | ------------------------------ | ------------------------------ |
| 1991                           | 2002                           | 2011                           |
| 55                             | 51                             | 60                             |